# Шанмерл ле Грињан
Шанмерл ле Грињан (фр. Chantemerle-lès-Grignan) насеље је и општина у источној Француској у региону Рона-Алпи, у департману Дром која припада префектури Нион.
По подацима из 2011. године у општини је живело 233 становника, а густина насељености је износила 23,73 становника/km². Општина се простире на површини од 9,82 km². Налази се на средњој надморској висини од 190 метара (максималној 351 m, а минималној 99 m).

## Демографија
| 1962. | 1968. | 1975. | 1982. | 1990. | 1999. | 2011. |
| ----- | ----- | ----- | ----- | ----- | ----- | ----- |
| 100   | 115   | 94    | 114   | 180   | 177   | 233   |

График промене броја становника у току последњих година